# ماوگوژاتا پیه‌کارسکا
ماوگوژاتا پیه‌کارسکا (لهستانی: Małgorzata Piekarska؛ ‏ تلفظ لهستانی: [mawɡɔˈʐata]؛ زادۀ ۱۹۵۴ میلادی) بازیگر اهل لهستان است. وی در حال حاضر ساکن استرالیا است و در همان‌جا مشغول فعالیت هنری است.
از فیلم‌هایی که وی در آن‌ها نقش داشته است، می‌توان به شیطان در کلاس هفتم اشاره نمود.